# Androsace adfinis
Androsace adfinis là một loài thực vật có hoa trong họ Anh thảo. Loài này được Biroli mô tả khoa học đầu tiên năm 1820.